# Robb Armstrong
Robb Armstrong (né le 4 mars 1962) est un auteur de bande dessinée américain principalement connu pour avoir créé en 1989 le comic strip Jump Start (en) pour United Feature Syndicate.
Armstrong a publié en 2016 une autobiographie, Fearless, où il revient sur son enfance difficile.